# 2010-es VIVA Comet-díjkiosztó
2010. június 17-én került megrendezésre a jubileumi 10. VIVA Comet a budapesti Syma Csarnokban. A díjátadói műsorvezetői a 2009-es évhez hasonlóan a csatorna három aktuális műsorvezetője, Ada, Ben, Zola voltak. Az esemény érdekessége a jubileum mellett az volt, hogy először a VIVA TV is közvetítette élőben.
A jelölteket egy sajtótájékoztató keretein belül 2010. május 4-én hirdették ki, hogy kiket jelöltek az öt kategóriában. A legtöbb jelölést (2) a BNF, Hien, Lola, Noémi Virág és SP. 2010. május 18-án derült ki, hogy a Comet életműdíját, a Magyar Könnyűzenéért díjat a Neoton Família kapta.
Az eddigi évekhez hasonlóan a Legjobb férfi előadó, Legjobb női előadó és Legjobb együttes kategóriában a közönség döntött a díjazottakról SMS-szavazatok formájában, de idén a Legjobb új előadó sorsáról is a nézők dönthettek. A Legjobb videóklip és a Magyar Könnyűzenéért kategóriákban a VIVA Televízió döntött.

## Jelöltek és díjazottak

### Legjobb férfi előadó
SP
- Ákos
- Fekete Dávid
- Király Viktor
- LL Junior

### Legjobb női előadó
Barbee
- Bartók Eszter
- Hien
- Lola
- Noémi Virág

### Legjobb együttes
Anti Fitness Club
- BNF
- Idiot Side
- Josh és Jutta
- Unique

### Legjobb új előadó
BNF
- Adri
- InterYou
- Mon Cheri
- Stereo 2.0

### Legjobb videóklip
Hien – Túl szép (Rendező(k)Bajkov Valentin, Nánási Pál)
- Noémi Virág – Melletted ébredek (Rendező(k):Dömök Gábor)
- SP – Kép Maradsz (Rendező(k):Éder Krisztián, Derzsy András)
- Symbien feat. Lola – Callin’ (Rendező(k): Sztevanovity Krisztián)
- Zséda – Ajtók mögött (Rendező(k):Tóth Gergely)

## Fellépők
- a Bad Boyz Hip-Hop táncegyüttes
- BNF, Bencsik Tamara és LL Junior – Éld át, I Gotta Feeling
- Symbien és Lola – Féktelen éj
- Hien – Túl szép
- Kovács Ákos – Szindbád dala
- Noémi Virág, Tóth Gabi, Mark, Puskás Peti, Csepregi Éva és Végvári Ádám -
- Király Viktor – Have I Told You/Forgószél
- Barbee – Kapj el
- Hooligans és Idiot Side – Illúzió
- Josh és Jutta és Stereo 2.0 – Utolsó éjszakánk, Minden más
- Fekete Dávid – Járok egy úton
- SP és Rami – Ne add fel/Szívemet a szemeidért
- Cascada – Pyromania, Everytime We Touch, Evacuate the Dancefloor
- Anti Fitness Club – Angyal
- Brasch Bence – A szívem nem hátrál
- VIVA Comet Allstars – Ha zene szól

## Díjátadók
- Till Attila és Bálint Antónia – Legjobb Videóklip
- Bereczki Zoltán és Szinetár Dóra – A Magyar Könnyűzenéért
- Kovács Áron és Deutsch Anita – Legjobb Új Előadó
- Ungár Anikó és Baronits Gábor – Legjobb Női Előadó
- Várkonyi Andrea és Kinter Oszkár – Legjobb Férfi Előadó
- Natalie Horler és Harsányi Levente – Legjobb Együttes

## Érdekességek
Amellett, hogy a VIVA Comet-et idén először közvetítette a VIVA TV, a külföldi díjátadókhoz hasonlóan egy órával a műsor kezdete előtt már a vörös szőnyeges bevonulást elkezdték közvetíteni, melynek során Debreczeni Zita kérdezte a vendégeket és a jelölteket az estéről. A Comet utáni afterparty is műsorvezetőt kapott Cozombolis személyében, így az estének öt műsorvezetője volt.
Az eddig megrendezett VIVA Cometeken minden évben fellépett legalább egy külföldi sztár és ez idén sem volt másképp. A jubileumi díjkiosztón a világhírű német formáció a Cascada lépett fel, akik három világszerte ismert slágerüket (Pyromania, Everytime We Touch, Evacuate The Dancefloor) adták elő. Emellett az együttes énekesnője, Natalie Horler adta át az Anti Fitness Clubnak a legjobb együttesnek járó Comet Gömböt.
Az est talán legnagyobb visszhangja egy másik világsztár megjelenése a díjátadón egy videóüzenet formájában. A kanadai tinisztár, Justin Bieber köszöntötte a VIVA Comet nézőit és elmondása szerint nagyon sajnálta, hogy nem tudott ott lenni.